# Australocyathus
Australocyathus is een geslacht van koralen uit de familie van de Turbinoliidae.

## Soort
- Australocyathus vincentinus (Dennant, 1904)